# Henry Westenra (Politiker)
Henry Westenra (* 12. Januar 1742) war ein irischer Politiker.
Henry Westenra war eines von acht Kindern von Warner Westenra aus dessen Ehe mit Lady Hester Lambart, Tochter von Richard Lambart, 4. Earl of Cavan. 
Henry Westenra gehörte als Abgeordneter für das County Monaghan dem Irish House of Commons an. Bereits sein Vater und Peter Westenra, ein Cousin ersten Grades seines Großvaters Henry, waren Mitglieder im Unterhaus des Parliament of Ireland. Außerdem bekleidete er das Amt des Seneschalls der königlichen Besitzungen in Irland.
Am 1. Dezember 1764 heiratete er Harriet Murray, die Tochter des irischen Abgeordneten John Murray. Aus der Ehe gingen vier Kinder hervor, zwei Söhne und zwei Töchter. Sein ältester Sohn Warner gehörte später ebenfalls dem Irish House of Commons an.